# Aridarum incavatum
Aridarum incavatum là một loài thực vật có hoa trong họ Ráy (Araceae). Loài này được H.Okada & Y.Mori mô tả khoa học đầu tiên năm 2000.